# Cabo Iason

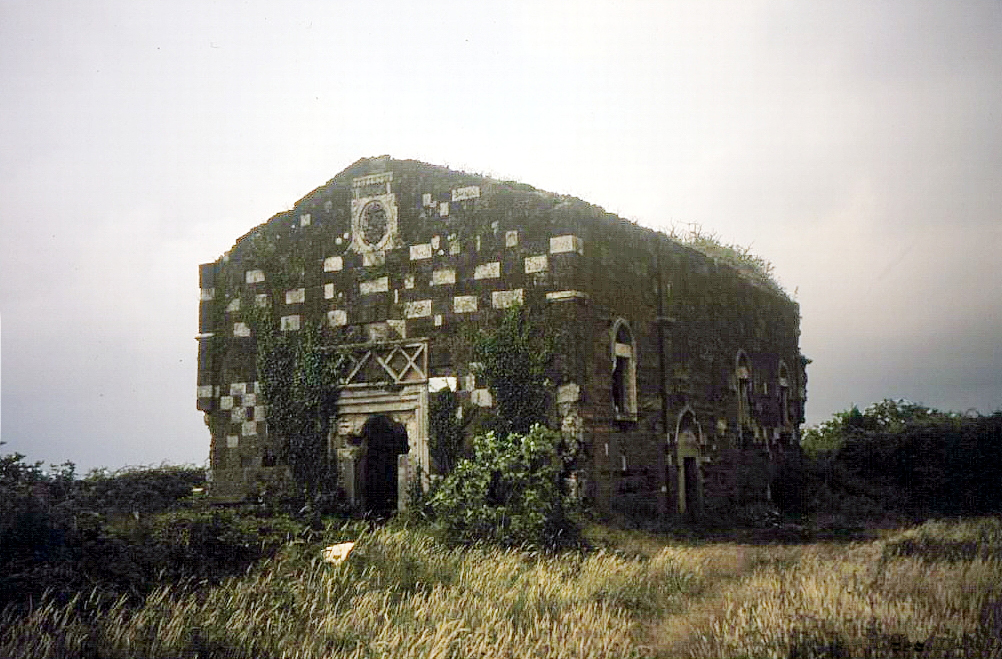
Igreja Ortodoxa Grega no cabo Iason.

O Cabo Iason ou Cabo Jasão (em turco:  Yason Burnu, em grego clássico: Ιάσων) é um cabo situado em Çaytepe / Çaka (officialmente Aziziye), distrito de Perşembe (antigamente Vona), província de Ordu, no nordeste da Turquia. O seu nome provém da personagem mitológica Jasão.

## História
O cabo Iason é referido em tempos antigos como protegendo os navegantes do mar Negro das suas traiçoeiras águas. Hoje contém um farol e é um local turístico da antiga região do Ponto. Há uma igreja no cabo Iason, construída em 1868 por georgianos e gregos da região, e um pequeno museu.